# Gógánfa
Gógánfa je obec v Maďarsku v župě Veszprém, spadající pod okres Sümeg. Nachází se asi 8 km severozápadně od Sümegu a asi 38 km severovýchodně od Zalaegerszegu. Žije zde 696 obyvatel. Dle údajů z roku 2011 tvoří 88,4 % obyvatelstva Maďaři, 3,3 % Romové a 0,5 % Němci, přičemž 11,6 % obyvatel se ke své národnosti nevyjádřilo.

## Sousední obce
| Růžice kompasu |          | Megyer       | Rigács      | Růžice kompasu |
| Růžice kompasu | Dabronc  | Sever        | Ukk         | Růžice kompasu |
| Růžice kompasu | Dabronc  | Gógánfa      | Ukk         | Růžice kompasu |
| Růžice kompasu | Dabronc  | Jih          | Ukk         | Růžice kompasu |
| Růžice kompasu | Mihályfa | Kisvásárhely | Zalagyömörő | Růžice kompasu |